# Alto Biavo (distrito)
Alto Biavo é um distrito do Peru, departamento de San Martín, localizada na província de Bellavista.

## Transporte
O distrito de Alto Biavo é servido pela seguinte rodovia:
- SM-108, que liga o distrito à cidade de Picota
- SM-119, que liga o distrito à cidade de Bellavista [1][2][3]